# Świerki (województwo łódzkie)
Świerki – wieś w Polsce położona w województwie łódzkim, w powiecie sieradzkim, w gminie Burzenin.
W latach 1975–1998 miejscowość położona była w województwie sieradzkim.

## Położenie
Świerki oddalone są od Burzenina o 6 km w kierunku północno-zachodnim. Wieś zamieszkuje 61 osób w 12 gospodarstwach. Jest tu sklep i filia szkoły podstawowej. 

## Geologia
W 1970 r. prowadzono w Świerkach badania geologiczne – natrafiono na złoża siarkowodoru. Nastąpił wytrysk na wysokość 100 m, przez co ewakuowano ludzi i zwierzęta w promieniu 3 km. Otwór zaplombowano.